# Médina de Sfax
La médina de Sfax est une médina tunisienne qui constitue le centre historique de la ville de Sfax.
Elle est considérée comme l'une des rares villes médiévales d'Afrique du Nord qui, malgré les multiples remaniements que ses édifices ont subis à travers les siècles, gardent encore une trame urbaine peu modifiée. Elle constitue aussi l'exemple le plus représentatif et le mieux conservé dans tout le bassin méditerranéen de l'urbanisme arabo-islamique tel qu'il a été défini à ses débuts.
Certains de ses monuments sont classés patrimoine national, les plus anciens depuis 1912. Le 17 février 2012, le gouvernement tunisien la propose pour un futur classement sur la liste du patrimoine mondial de l'Unesco.

## Histoire

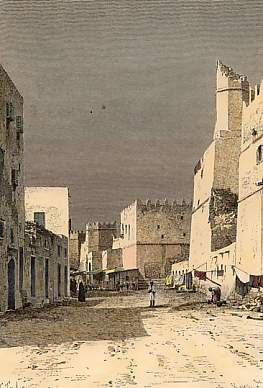
Ruelle de la médina de Sfax en 1886.

Selon les datations épigraphiées sur les façades de la grande mosquée, la médina de Sfax est fondée en 849, selon les ordres de l'émir aghlabide de Kairouan, Aboul Abbas Ier, par Ali Ibn Salem, nommé cadi de Sfax par l'imam Sahnoun, alors qu'elle n'était qu'une simple forteresse (ribat). Selon l'historien Mahmoud Magdiche, ce dernier était un poste de garde (mahress).

### Époque fatimide
Avec la chute de la majorité de l'État aghlabide aux mains des Fatimides, Sfax subit sa première crise depuis sa création, quand elle est attaquée parmi d'autres en 914 par le souverain de Sicile, Ahmed bin Gharb, qui soutient les Abbassides (comme les Aghlabides auparavant) en essayant de récupérer les villes de la côte africaine tenues par les Fatimides. Ce conflit se termine par la victoire de l'armée sicilienne et la destruction de la ville pour punir ses habitants, même si les Fatimides reprennent rapidement le contrôle de la ville par la suite. Cependant, les habitants de Sfax n'intègrent pas le rite chiite ismaélite apporté par le nouvel État et s'attachent à leur doctrine malikite grâce au soutien d'un grand savant, Abu Ishaq Aljbinyani,.

### Époque ziride
Après le transfert du centre du pouvoir fatimide au Caire, les gouverneurs zirides décident de se séparer de la règle fatimide et de revenir au sunnisme, ce qui incite les Fatimides à se venger en envoyant des tribus arabes du Sud égyptien pour détruire l'Ifriqiya jusqu'à ce que les Zirides récupèrent le pouvoir en 1099.
En dépit de toutes ces perturbations, Sfax vit une renaissance intellectuelle et architecturale importante au cours du règne des Zirides. L'un des changements les plus significatifs qui a lieu dans la ville au cours de cette période est l'amélioration remarquable que la grande mosquée subit sous le règne du prince Sanhaji Abi Al-Fotouh Al-Mansour en 988.
En 977, le voyageur Ibn Hawqal décrit la ville ainsi : « Sfax est entourée d'une belle forêt d'oliviers. L'huile que l'on y fabrique est exportée en Égypte, au Maghreb, en Sicile et en Europe (Roum) […] Kerkinna renferme quelques débris de constructions anciennes et plusieurs citernes. Comme cette île est très fertile, les habitants de Sfax y envoient leurs bestiaux pour paître ».
Durant cette époque aussi, la ville subit sa première invasion lorsqu'elle passe sous le contrôle d'Ibn Melil de 1067 à 1099 grâce à l'appui des Hilaliens et des Banu Sulaym.

### Invasion normande
À la fin du règne de la dynastie ziride, entre 1148 et 1156, les Normands de Sicile occupent la ville, ce qui constitue la première occupation non islamique de Sfax depuis sa fondation. Celle-ci se termine par l'exécution du cheikh Abou El Hassan El Feriani par les Normands, quand Sfax gagne son indépendance avec à sa tête Omar Feriani, fils du cheikh jusqu'à l'arrivée des Almohades en provenance du Maroc.

### Époque almohade
Les Almohades gouvernent Sfax de 1159 à 1198. Durant ces 39 ans, la ville vit plusieurs crises. Ce n'est qu'en 1204 que la situation se stabilise grâce à l'intervention de l'émir Muhammad an-Nasir qui élimine les Beni Ghania, causes de conflits locaux. Au cours de cette période de stabilité, 366 puits sont creusés dans un lieu à proximité de la médina, qui prend par la suite le nom d'Al Nasiriya, du nom de l'émir.

### Époque hafside
À partir de 1207 et jusqu'au XVIe siècle, les membres de la dynastie hafside se succèdent à la tête de l'Ifriqyia, en choisissant Tunis pour capitale . Sfax rejoint rapidement le nouveau royaume après quelques conflits, et c'est au cours de cette période que ses monuments sont restaurés et que le commerce se développe. Les produits sfaxiens sont exportés vers plusieurs destinations comme Istanbul, Damas et l'Orient ainsi que Marseille et Gênes. Vu que les Hafsides ont perdu une grande partie de l'Andalousie, plusieurs familles de cette région viennent s'installer dans les villes du royaume comme Sfax ; on peut citer l'exemple de la famille Charfi dont la descendance est connue pour ses scientifiques, la famille Mnif à laquelle est associée de grandes œuvres architecturales locales ou la famille Zghal issue de l'émir Mohammed XIII az-Zaghall.

### Époque ottomane
En 1551, Sfax passe dans le giron des Ottomans à la suite d'une conquête menée par Dragut. Mais ce n'est que 37 ans après qu'ils s'installent définitivement dans la ville jusqu'à 1864.

#### Règne des Mouradites
À l'époque de la dynastie mouradite, Sfax connaît une importante renaissance intellectuelle : plusieurs savants et savants émergent, notamment Abou El Hassan El Karray et Ali Ennouri qui dirige le mouvement djihadiste contre l'occupation croisée des chevaliers de Saint-Jean à Malte. Ces deux savants établissent des médersas et promeuvent les sciences dans la ville jusqu'à ce qu'elle devienne l'une des destinations les plus importantes pour les étudiants.

#### Règne des Husseinites
Sfax vit un développement urbain important avec l'arrivée de la dynastie husseinite au pouvoir. En effet, ce n'est qu'au XVIIe siècle qu'apparaissent les premiers édifices extra-muros alors que la cité était restée enfermée dans ses remparts pendant des siècles. Vers le XVIIIe siècle, des jardins apparaissent, formant une ceinture autour de la médina, alors qu'un faubourg commence à se développer du côté de la mer. C'est durant cette période que Mahmoud Megdiche publie son livre, Nuzhat Al Anthar fi ajaibi Tawarikh wa Al Akhbar, qui reste jusqu'à nos jours une référence importante sur l'histoire de Sfax.
Par ailleurs, la ville assiste à plusieurs combats comme la bataille de Rass El Makhbez en 1747 contre la république de Venise.

### Protectorat français
Avec l'installation du protectorat français en 1881, plusieurs villes de Tunisie choisissent la voie de la résistance. Parmi ces villes, Sfax, dont les habitants continuent à protester et à se défendre, même plus de deux mois après la signature du traité du Bardo.
Tandis qu'Ali Ben Khelifa El Naffati dirige l'armée pour défendre la ville de l'extérieur, les habitants combattent de l'intérieur sous la direction de Mohammad Kammoun. Ce n'est que le 16 juillet 1881 que les soldats français arrivent à vaincre les protestants et entrent dans la médina pour s'y installer pour une durée de 75 ans. Ils font de la kasbah leur siège et utilisent le patio de la grande mosquée comme écurie pour leurs chevaux.
Progressivement, la médina perd son rôle au détriment d'une nouvelle ville européenne construite par les Français et qui devient le centre de toutes les transactions et même d'une grande partie de l'économie locale.

## Architecture

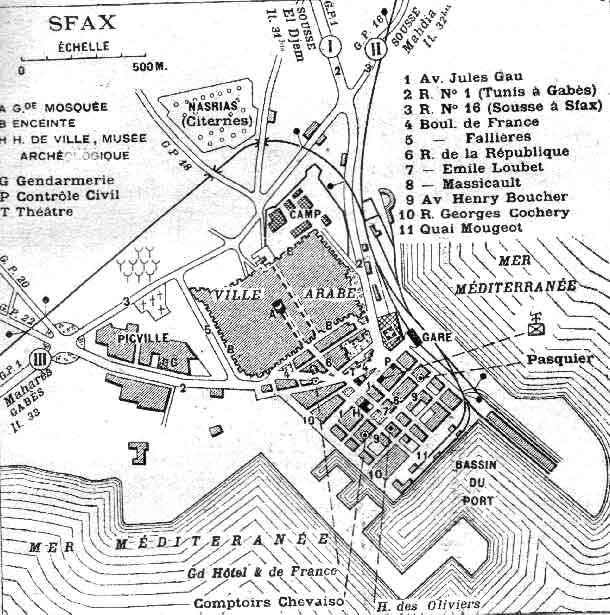
Plan de Sfax en 1928.

Les murailles délimitent la médina dans un quadrilatère de 24 hectares légèrement déformé, mesurant 600 mètres d'ouest en est et 400 à 450 mètres du nord au sud. Elles sont flanquées de 69 tours avec des formes variées : semi-rondes, barlongues ou à pans coupés, octogonales ou hexagonales dont 22 se trouvent sur la façade sud au vu de sa situation exposée directement vers la mer.
Son tissu urbain, dont le maillage est quasi régulier, est centré par sa grande mosquée à l'intersection de deux de ses principales artères, celle qui relie Bab Jebli à Bab Diwan et l'artère médiane ouest-est. La première constitue son axe principal qui fait avec le méridien nord-sud un angle de 22 degrés, ce qui correspond à l'orientation de la plupart des mihrabs des mosquées de Sfax. Cette caractéristique fait d'elle l'unique ville qui rappelle l'urbanisme de Koufa, première cité arabo-musulmane. À partir de la grande mosquée, à la fois lieu de culte, de culture et de sociabilité, s'étendent vers le nord-ouest en direction de Bab Jebli, selon une répartition hiérarchisée, les souks de la médina qui constituent l'espace économique originel. Le reste de la superficie est occupé par les quartiers résidentiels.

### Remparts

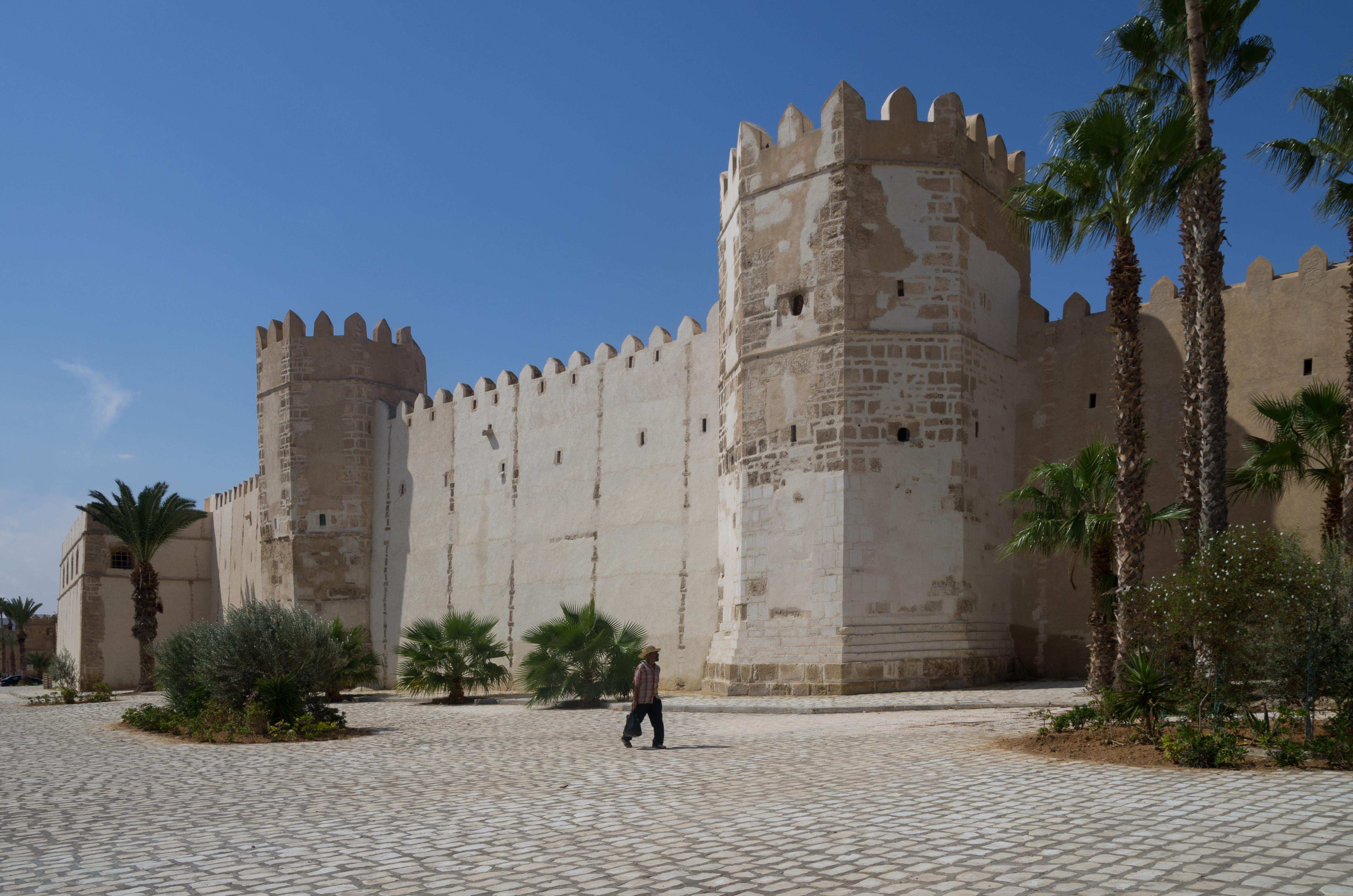
Remparts et tours de la médina.

L'aspect des murailles que l'on connaît de nos jours remonte à 1306 — à l'exception du bastion de Borj Ennar et de trois tours disparues. Celles-ci sont longues de 2 750 mètres et comportent 34 donjons. Leur hauteur varie entre sept et onze mètres. Primitivement construites en pisé en 849, elles ont subi des renouvellements progressifs en 859 pour les remplacer par des murailles en moellons renforcées par des pierres de taille au niveau des angles. De plus, ces remparts sont consolidés par un chaînage de branches d'arbres comme le thuya et la vigne, enfouies dans l'épaisseur des murs. C'est pour cette raison que la médina constitue l'un des meilleurs exemples de l'opus africanum, une technique d'architecture africaine antique.
Avec le temps, la kasbah, ancien ribat de Sfax, s'intègre à son tour au système des murailles pour former une saillie rectangulaire que l'on retrouve aussi au niveau des autres angles de la médina sous forme de borjs :
- Borj Ennar au sud-est : le plus connu et actuel siège de l'Association de sauvegarde de la médina de Sfax ;
- Borj Masouda au nord-est ;
- Borj El Ksar au nord-ouest.

Ainsi, ces remparts ont assuré un système de protection efficace que Mahmoud Megdiche décrit dans ses ouvrages en citant l'exemple de la tentative par Al Mokkani de prendre la ville au XVIe siècle. Vu l'impossibilité de franchir les murs discrètement, ce dernier est obligé de pénétrer par les égouts d'une maison contiguë aux remparts occidentaux qui appartenait à un complice appelé Hzem. C'est au XVIIIe siècle qu'une ceinture de jardins apparaît, entourant les murailles sauf sur le côté tourné vers la mer où se développe un faubourg.

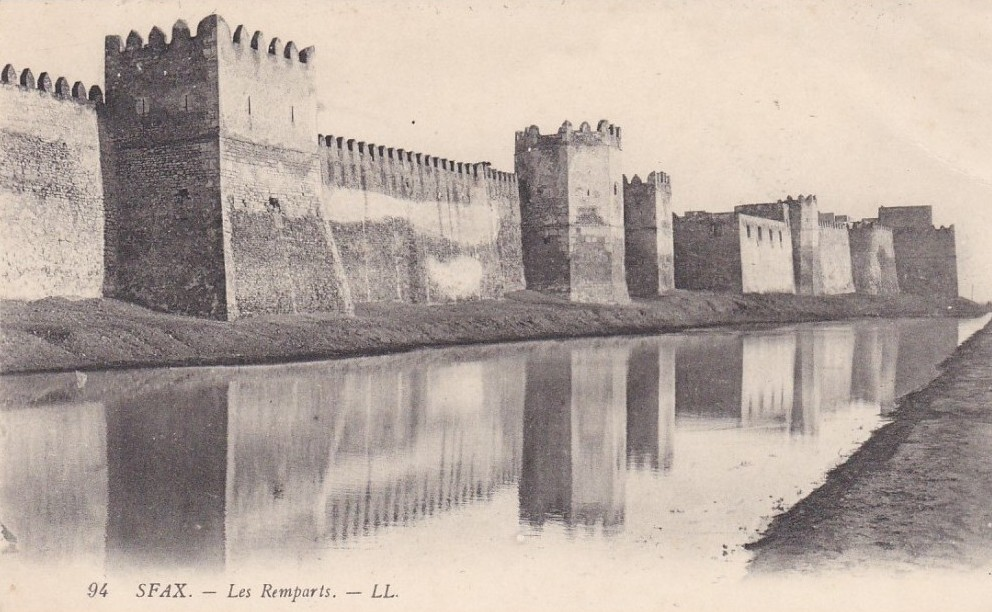
Murailles de la médina limitées par les mares à la fin du XVIIIe siècle.
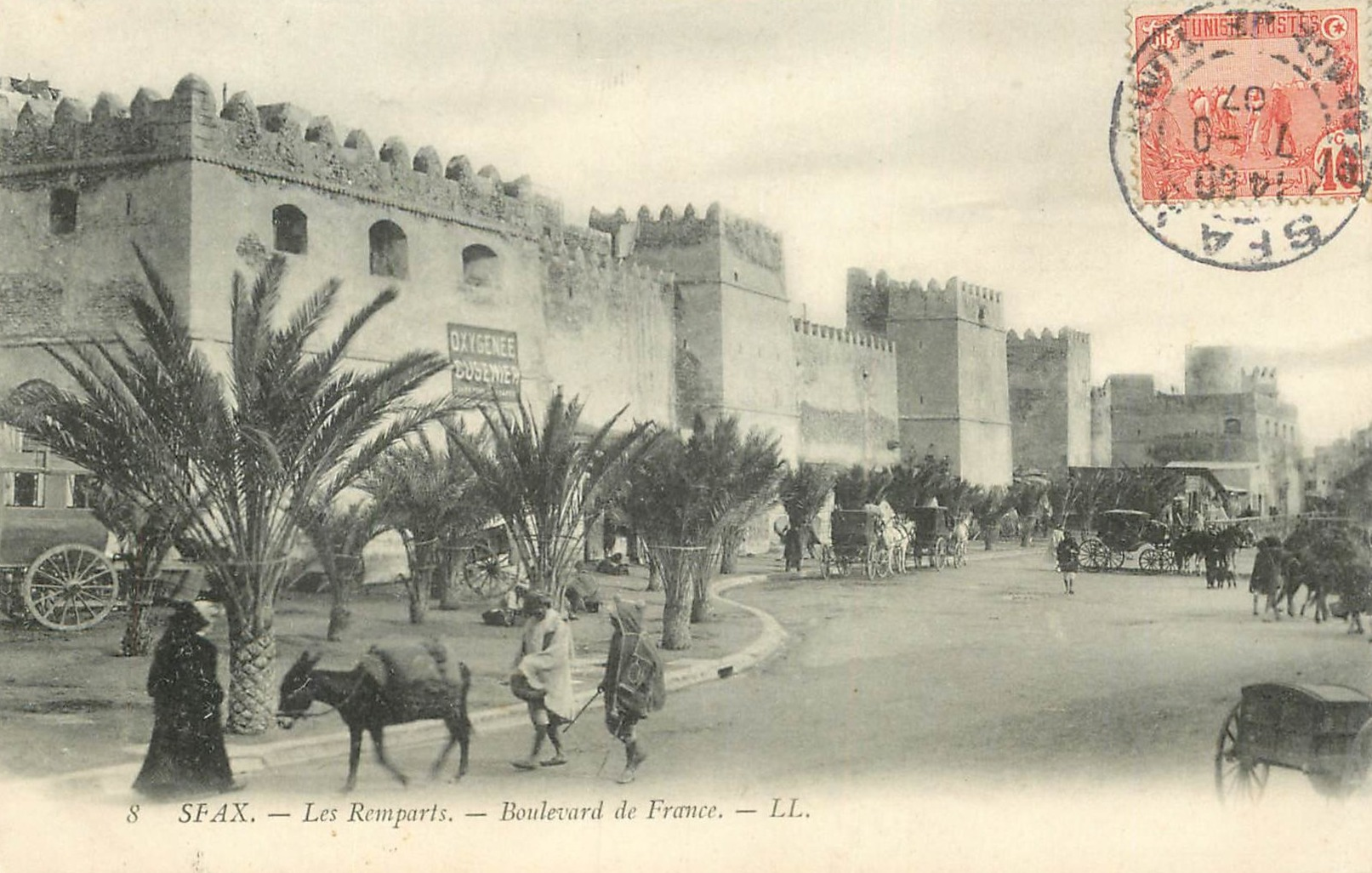
Murailles au XIXe siècle.
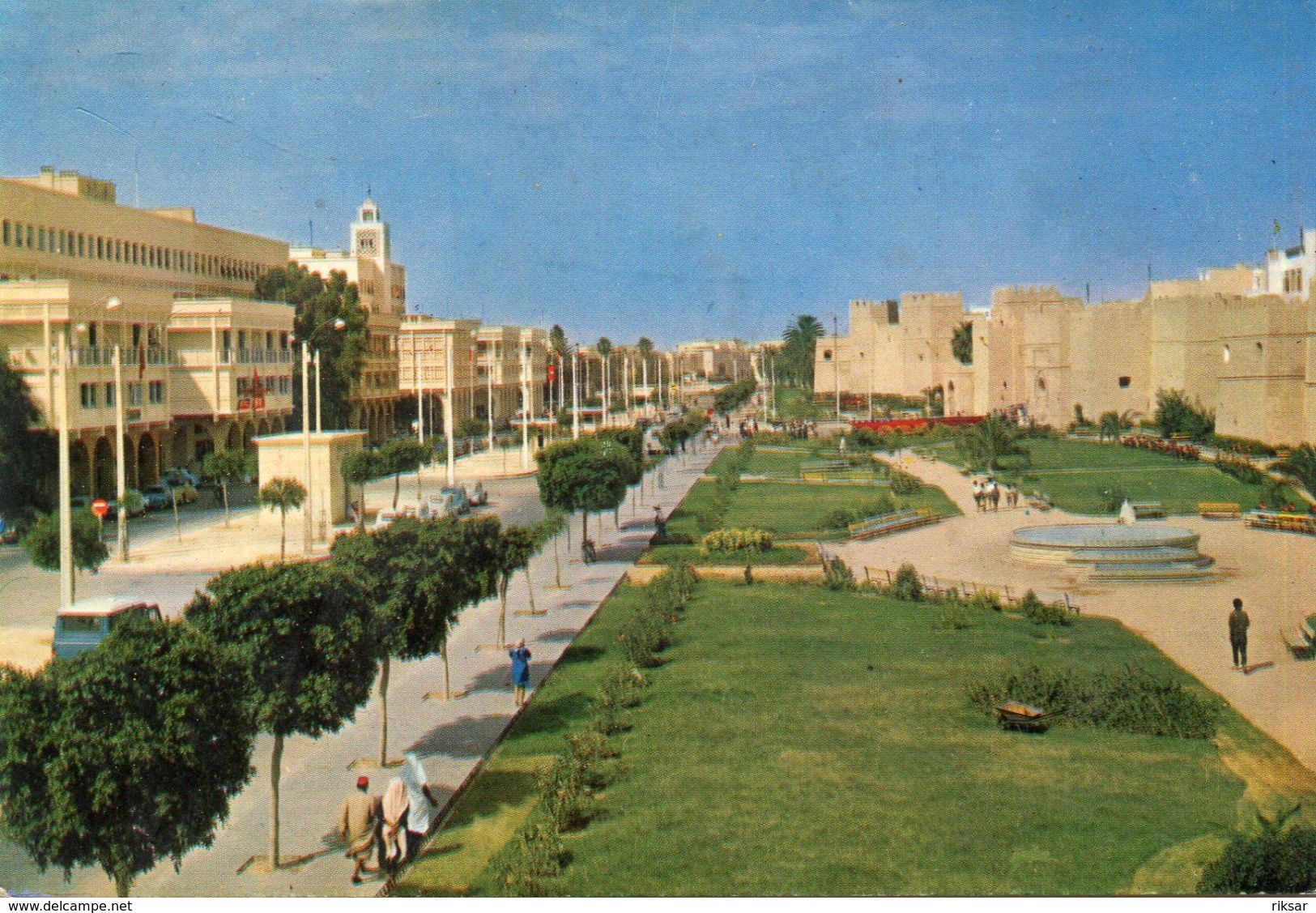
Murailles de la médina dans les années 1960.
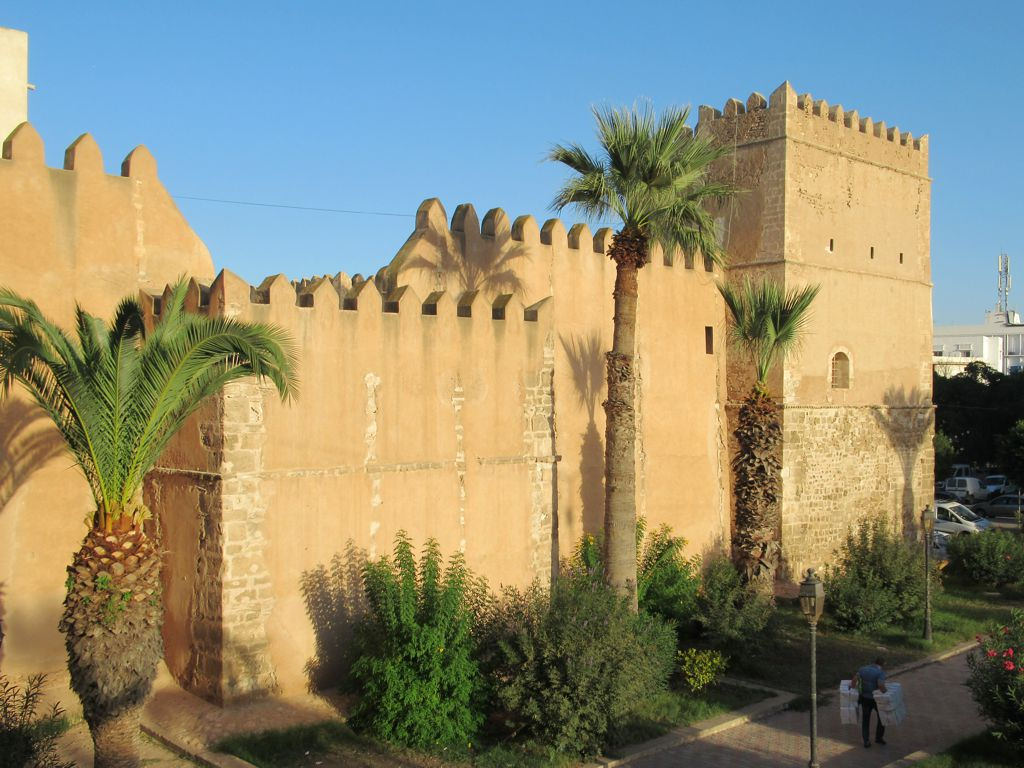
Borj Ennar.

### Portes
Initialement, la médina compte seulement deux portes : Bab Jebli, appelée aussi Bab Dhahraoui (Porte du Nord), et Bab Diwan ou Bab El Bhar (Porte de la mer). Cette limitation à seulement deux portes est imposée par la situation géographique de la ville dont les façades est et ouest sont flanquées respectivement par les mares et une lagune. Par conséquent, les quartiers résidentiels sont concentrés au niveau de ces deux ailes de la ville, ou le calme et l'intimité sont garanties au vu de leur éloignement des entrées de la ville.
À partir du XXe siècle, et à la suite de l'augmentation importante du nombre d'habitants, de nouvelles portes sont percées afin de décongestionner la médina, une douzaine au total dont Bab El Kasbah, Bab Gharbi et Bab Jebli Jedid.
On attribuait temporairement à chaque porte nouvellement bâtie le nom de Bab Jedid (Nouvelle porte), en attendant de trouver une appellation adéquate. Par exemple, la deuxième porte de Bab Diwan devient ensuite la Porte Delcassé, du nom de Théophile Delcassé, ministre français des Affaires étrangères vu que sa création vient de sa suggestion lors d'une visite à Sfax en 1906. En 1953, une troisième porte est ajoutée à Bab Diwan (Porte du Conseil), puis une quatrième après l'indépendance afin de renforcer les précédentes. Il en est de même pour Bab Jebli qui est renforcée par trois portes supplémentaires : une première vers 1920, qui contrairement aux autres portes a gardé pour longtemps l'appellation de Bab Jedid, puis d'une deuxième au début de la rue du Bey, et enfin une troisième qui est baptisée Bab El Ksar car elle ouvre sur une rue portant cette appellation.

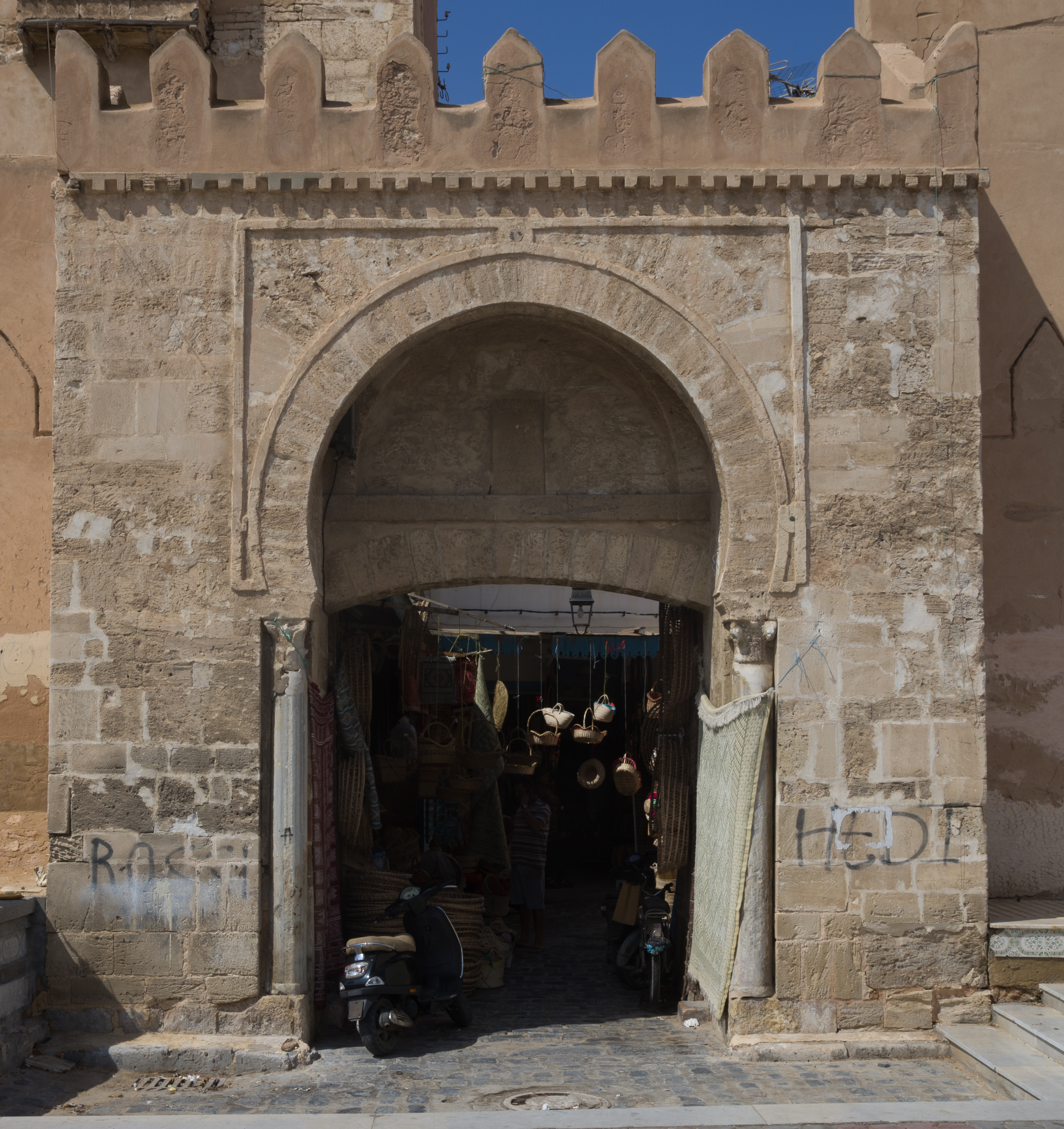
Bab Diwan.
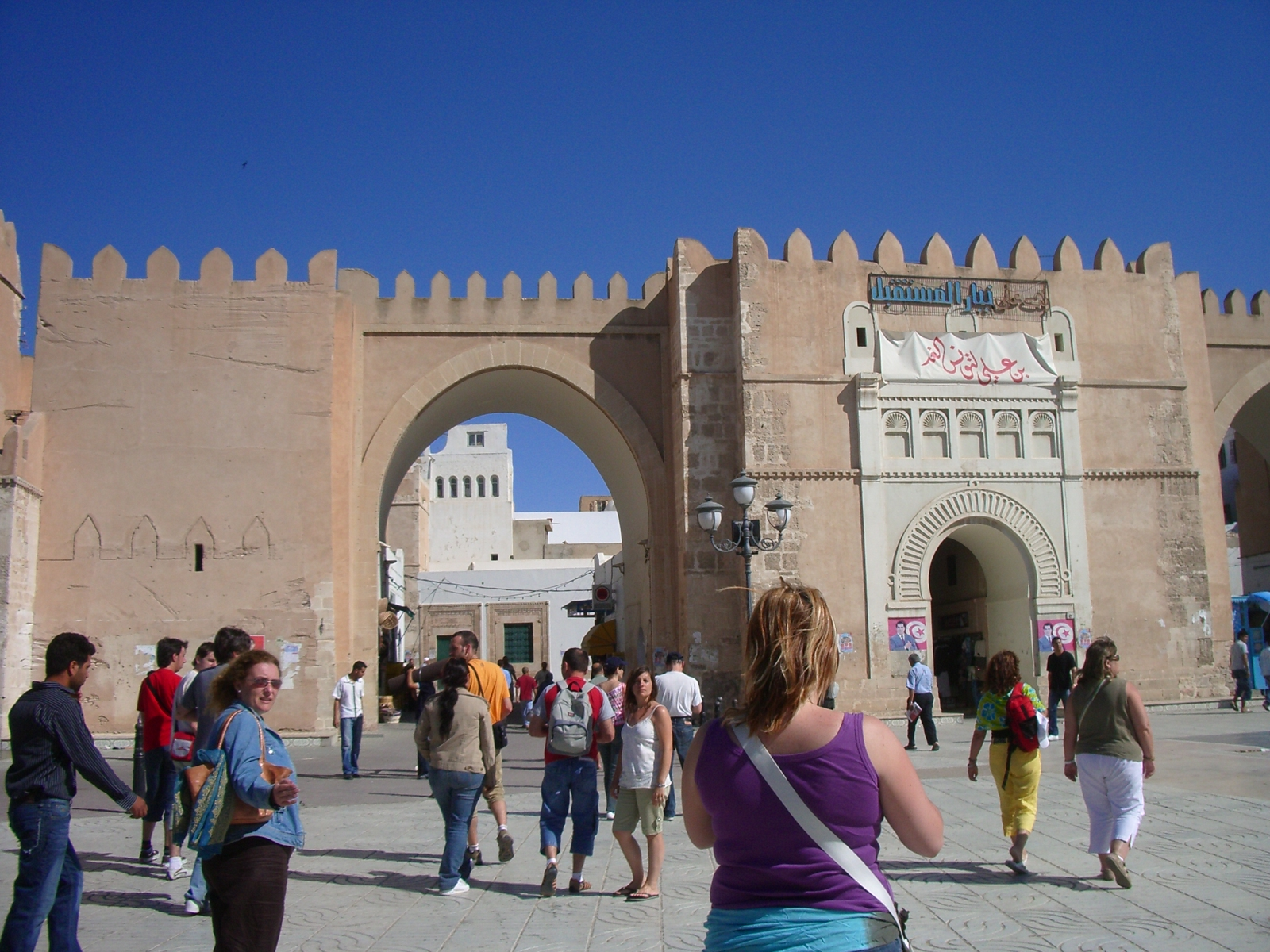
Porte de la médina.
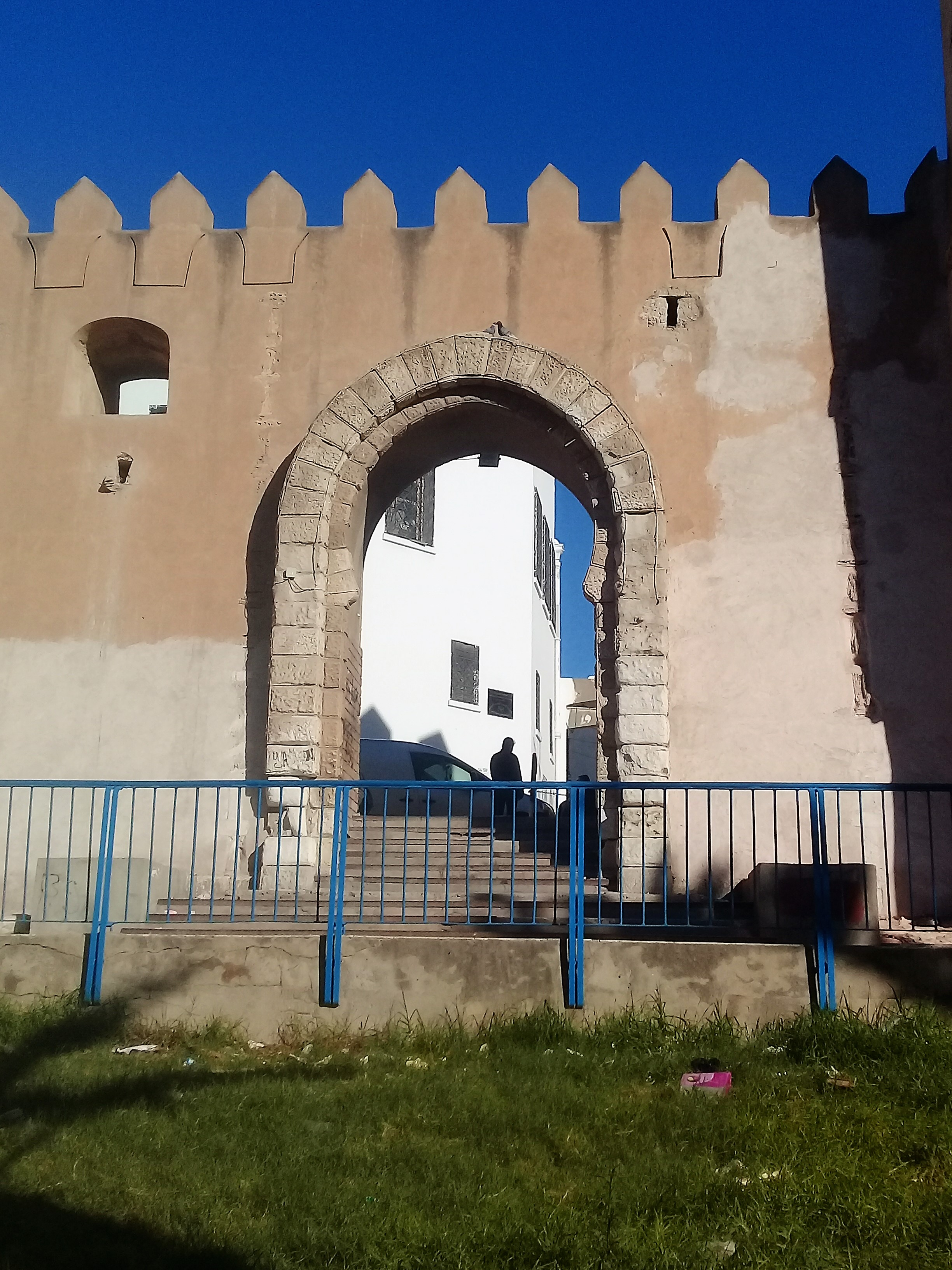
Bab Gharbi.
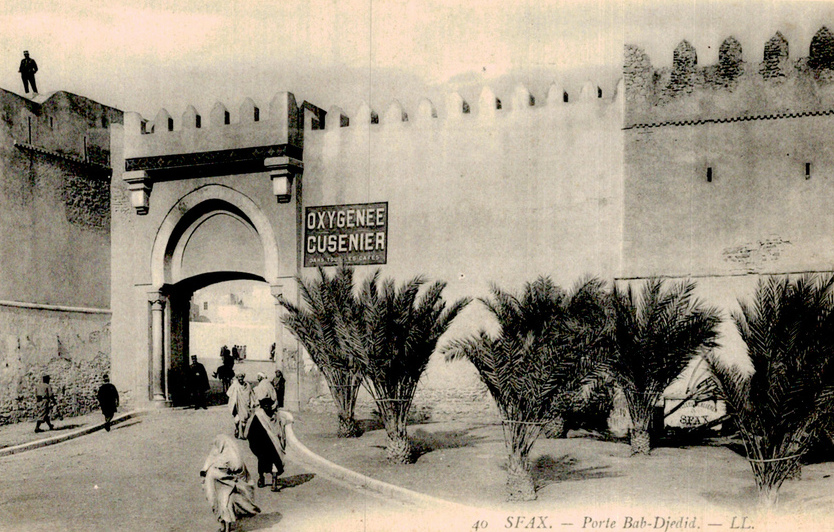
Bab El Kasbah au XIXe siècle.

### Kasbah

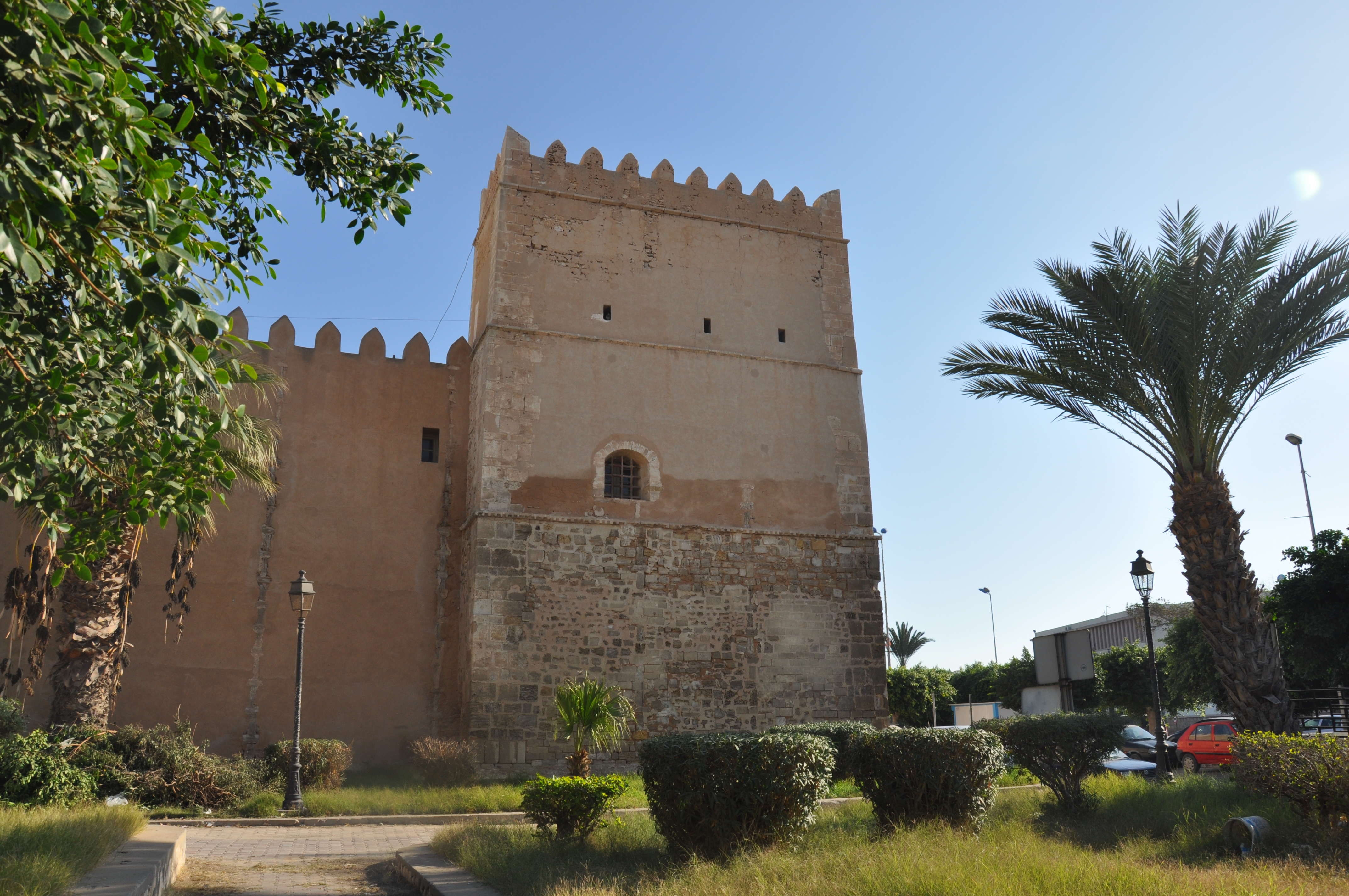
Murs de la kasbah.

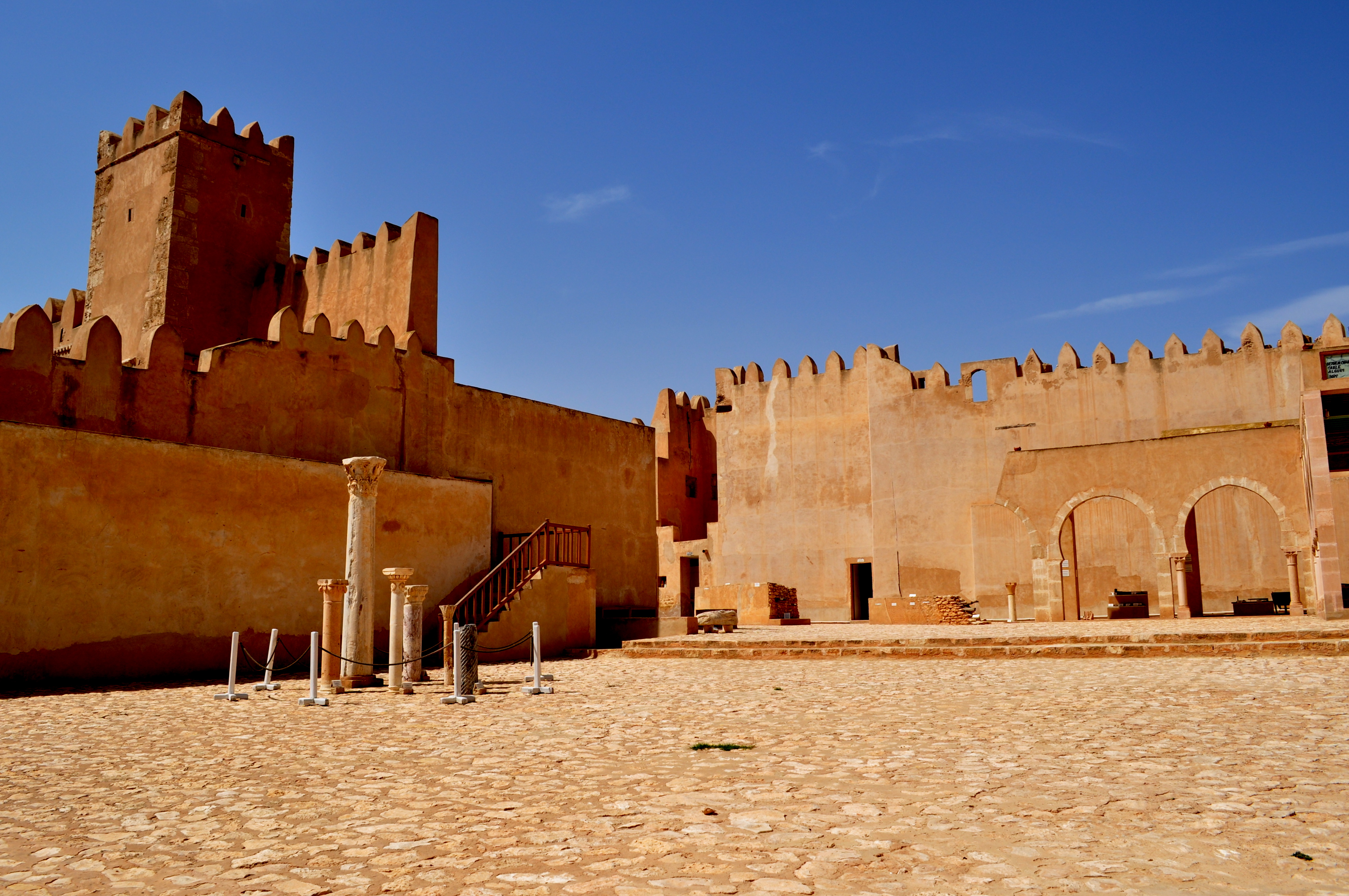
Vue générale de la kasbah.

Comme toutes les autres médinas de Tunisie et des villes médiévales en général, celle de Sfax comporte une kasbah. Celle-ci, située au niveau de l'angle sud-ouest des remparts, est orientée vers la mer et la voie du sud, dominant la ville. Elle est flanquée de deux tours et d'un bastion d'artillerie remontant au XVIe siècle.
On y trouve les vestiges d'une mosquée témoignant de l'ancien ribat du IXe siècle qui est détruit et aménagé pour la nouvelle résidence officielle des soldats. Ces vestiges font partie de l'actuel musée de l'architecture sfaxienne au sein de la kasbah, qui comporte une collection riche d'éléments architectoniques, d'équipements et d'outillages exposés aux visiteurs afin de les renseigner sur les maîtres maçons locaux.

### Souks

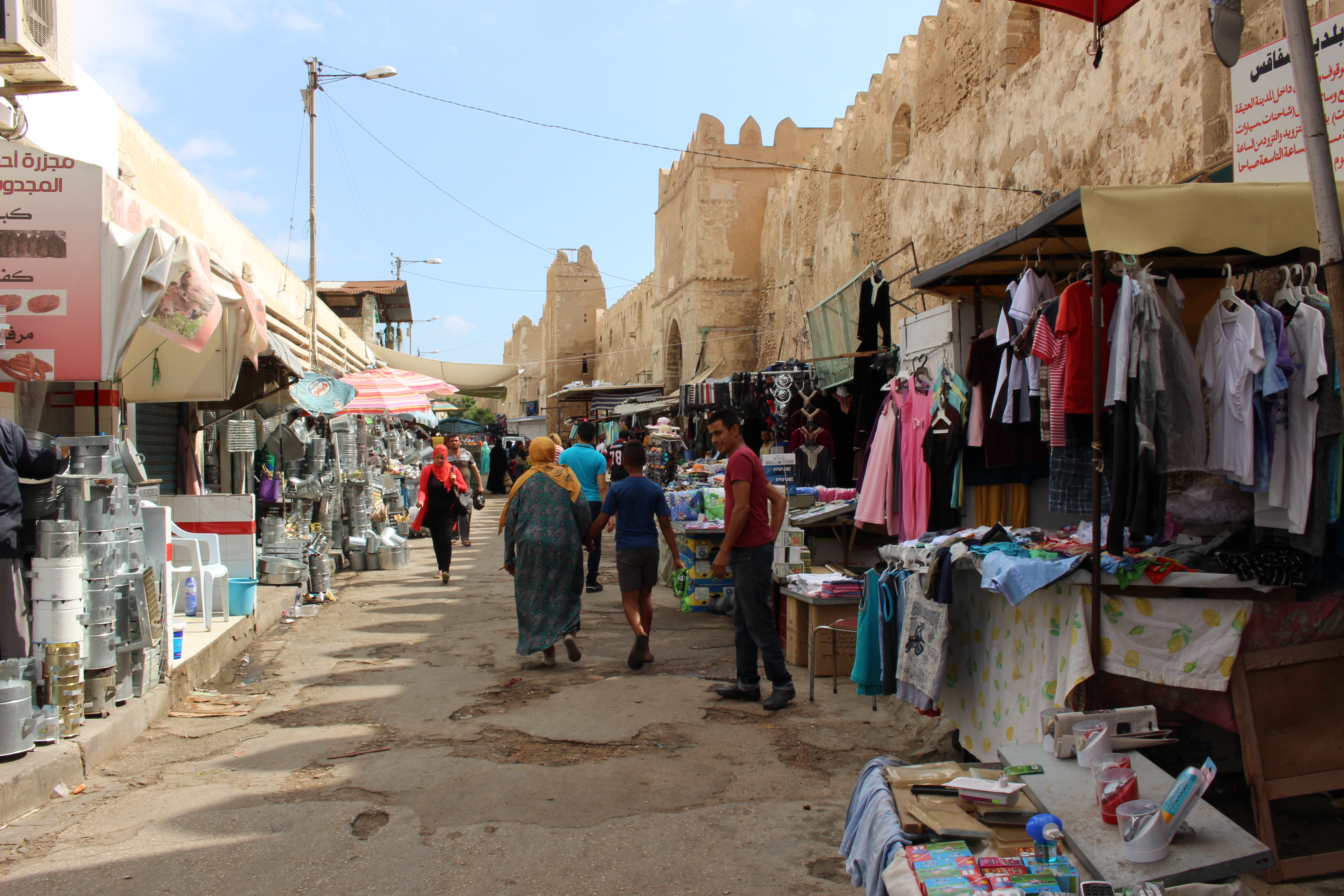
Vue du souk Kriaa.

Les souks, organisé selon la spécialité ou l'activité, occupent l'espace situé au nord de la grande mosquée et constituent un véritable centre économique. Ils ne commencent à avoir des noms qu'à partir du XVIIIe siècle. La médina comporte environ trente souks différents dont le plus important est souk Erbaa, marché principal pour la vente des chéchias et des tissages en laine. Il est constitué d'une artère principale nord-sud, traversée par une rue médiane est-ouest. De nos jours, Il s'oriente de plus en plus vers la vente de vêtements traditionnels.
Parmi les autres souks de la médina de Sfax, on peut citer :
- le souk El Haddadine ;
- le souk El Hout ;
- le souk El Jomaa ;
- le souk El Kamour ;
- le souk Kriaa.

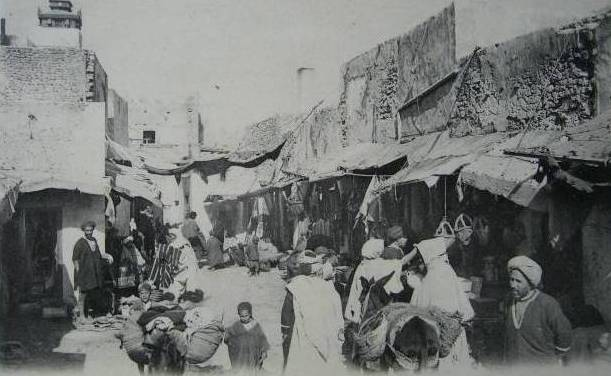
Souk Es Sabbaghine.
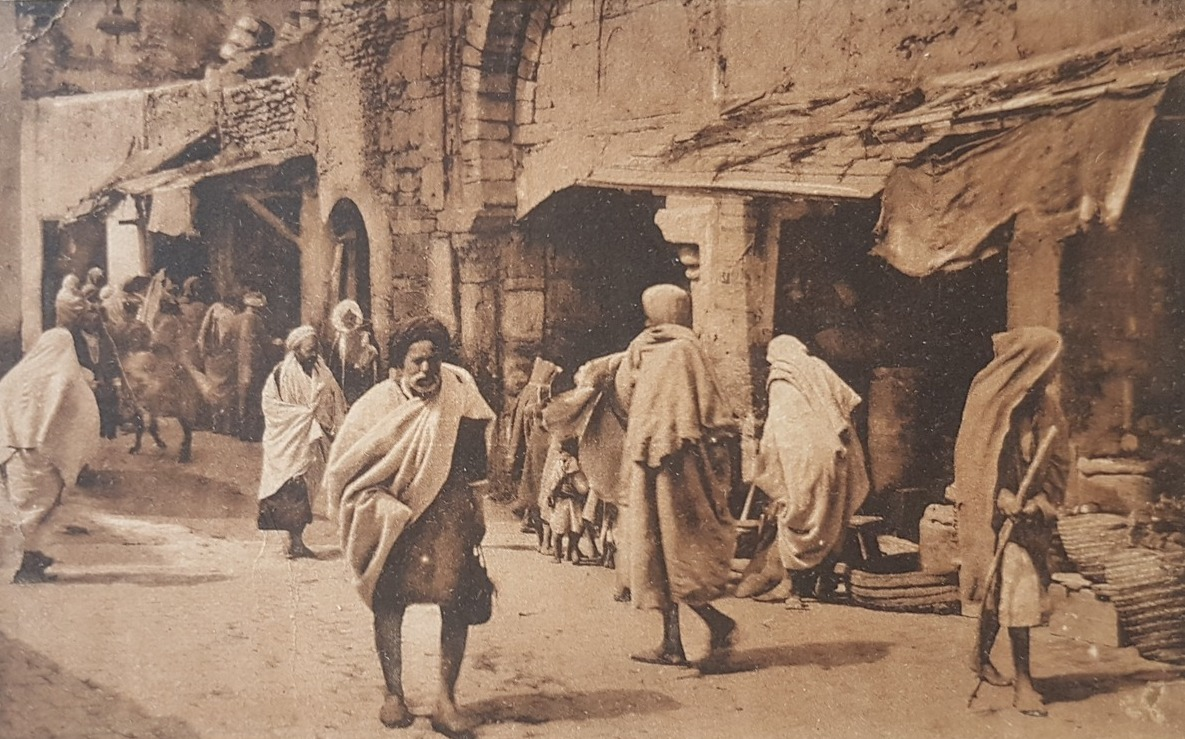
Souk El Haddadine.
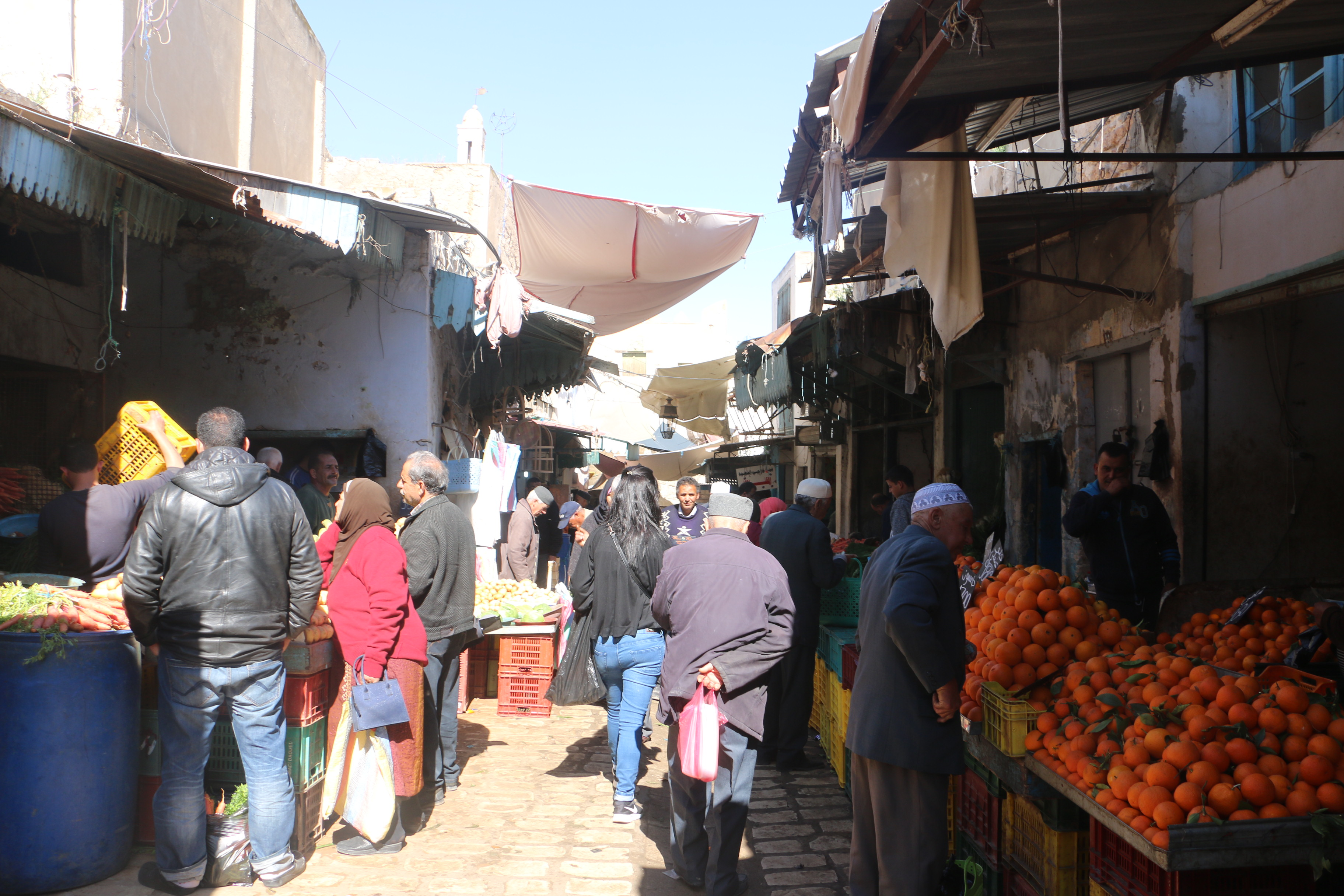
Souk El Khothra.
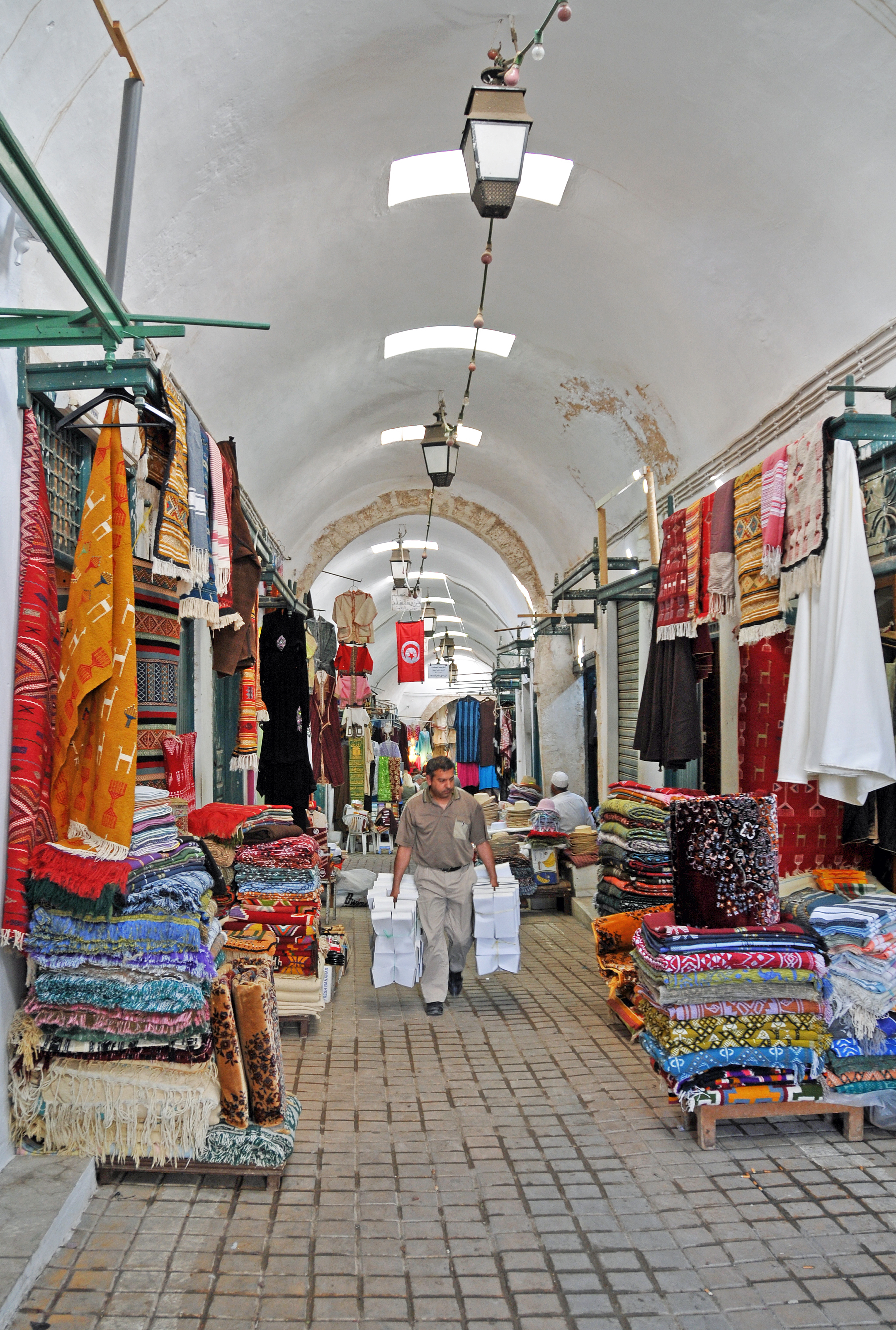
Souk Erbaa.

### Mausolées

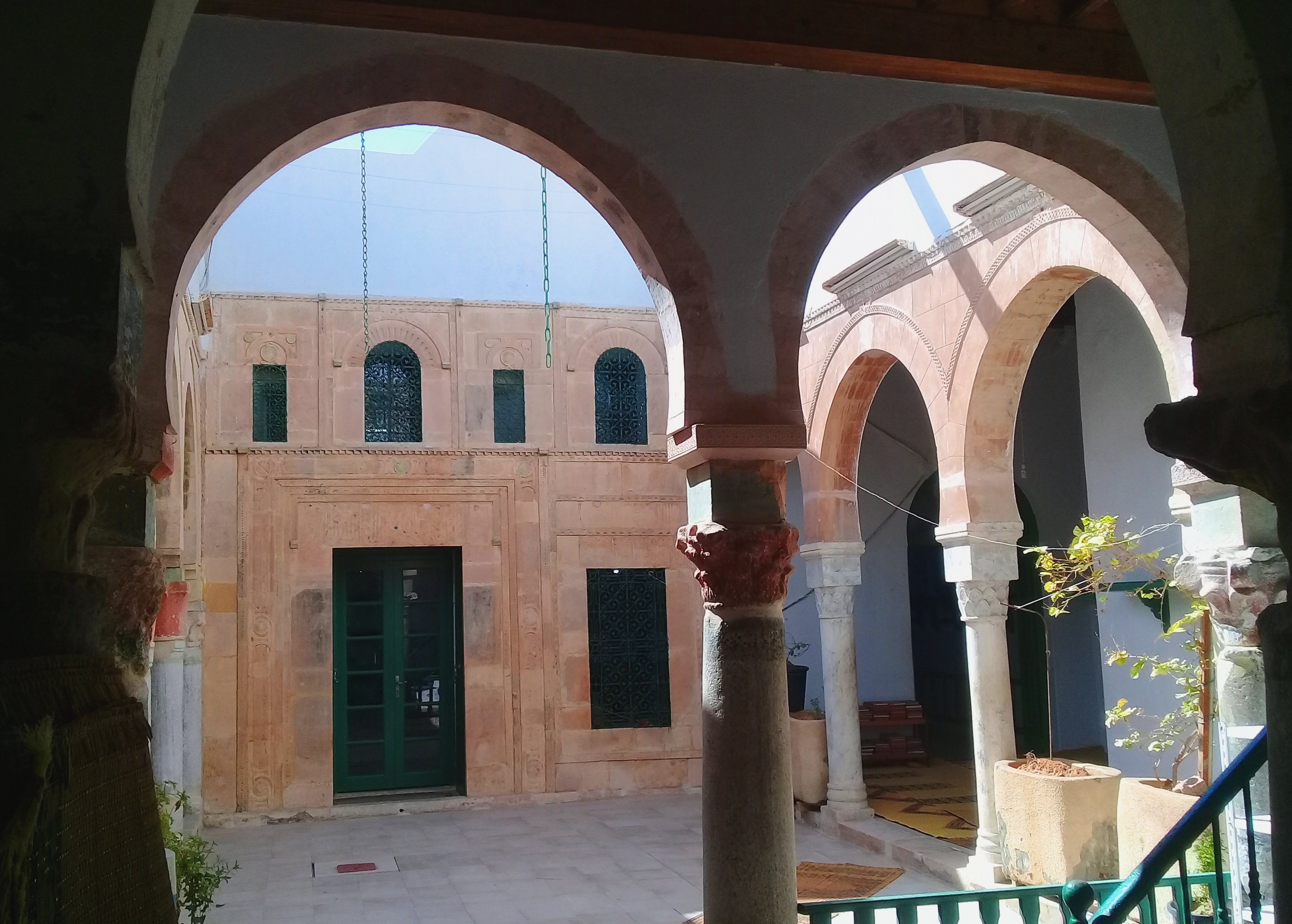
Mausolée Sidi Belhassen Karray.

À part le fait qu'ils abritent les tombes des saints de la ville, les mausolées ou zaouïas de la médina jouent d'autres rôles sociaux et religieux. Plusieurs d'entre eux accueillent des événements familiaux (circoncision, mariage, etc.) et ouvrent aussi leurs portes durant les célébrations islamiques (principalement Aïd et ramadan). À l'instar du mausolée Sidi Belhassen Karray, certains ont des comités (majlis) qui organisent de façon régulière (quotidienne, hebdomadaire, etc.) des réunions publiques pour donner des leçons, réciter des textes coraniques ou répéter des chants religieuses (noubas).
En général, le mausolée porte le nom du saint qui y est enterré. Les plus connus sont :
- le mausolée Sidi Ali Ennouri ;
- le mausolée Sidi Ali Karray ;
- le mausolée Sidi Amar Kammoun ;
- le mausolée Sidi Lakhmi ;
- le mausolée Sidi Sâada.

### Mosquées

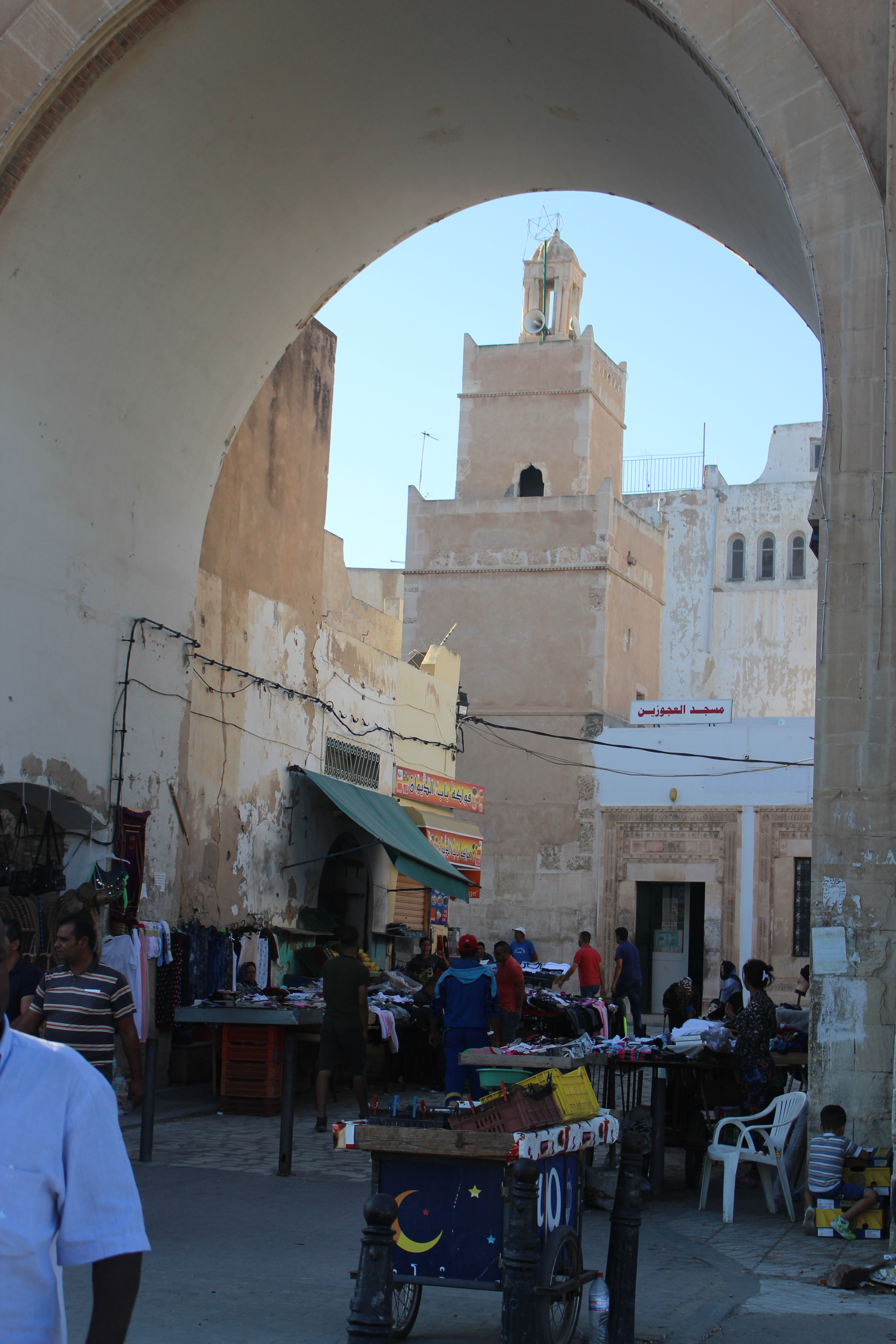
Minaret de la mosquée Al Ajouzine.

Comme le reste des médinas de la Tunisie, celle de Sfax comporte un nombre très important de mosquées et de salles de prière (dénomination qui dépend de la capacité de l'édifice à accueillir la prière du vendredi ou pas). L'architecture de ces mosquées reflète la succession des dynasties sur la ville.
La grande mosquée, centre de la médina, constitue l'édifice le plus ancien et le plus important de la ville. Elle est entourée par une centaine de mosquées plus petites, dont un bon nombre fait partie d'un complexe qui comporte en plus une médersa et un mausolée.
Parmi les mosquées les plus importantes on peut citer :
- la mosquée El Ajouzine ;
- la mosquée Bou Chouaicha ;
- la mosquée Driba ;
- la mosquée Sidi Elyes.

### Architecture domestique

Plafond du patio de Dar du Coran.

Les maisons de la médina de Sfax ont une composition architecturale de base commune, représentée par El Dar (rez-de-chaussée). Ce dernier est constitué d'un vestibule (skifa) qui donne accès par une galerie latérale (appelée bortal) à un patio dont la superficie et la décoration reflètent le statut social de la famille. En général, la cuisine ouvre sur le bortal alors que le reste des pièces de la maison ouvrent sur le patio. Ces pièces ont toujours une forme rectangulaire et se caractérisent par leur plafond haut permettant une climatisation naturelle de la cellule. Dans certaines maisons, elles comportent aussi un espace central supplémentaire, appelé kbou et réservé à la réception des invités, ainsi que des cellules collatérales plus petites (maksoura) pour les enfants.
À partir du XVIIe siècle, et à la suite de l'augmentation de la population, commence à apparaître un nouvel élément dans la constitution de ces maisons : le ali (premier étage). Ce dernier peut être une extension du rez-de-chaussée original ou une autre habitation totalement indépendante, avec une entrée privée qui peut se faire soit directement à partir de la rue ou à partir du vestibule externe. La plupart des demeures présentes de nos jours dans la médina datent des XVIIe et XVIIIe siècles, période durant laquelle la ville vit le développement de son économie locale, qui permet aux habitants de rénover et améliorer leurs habitations.

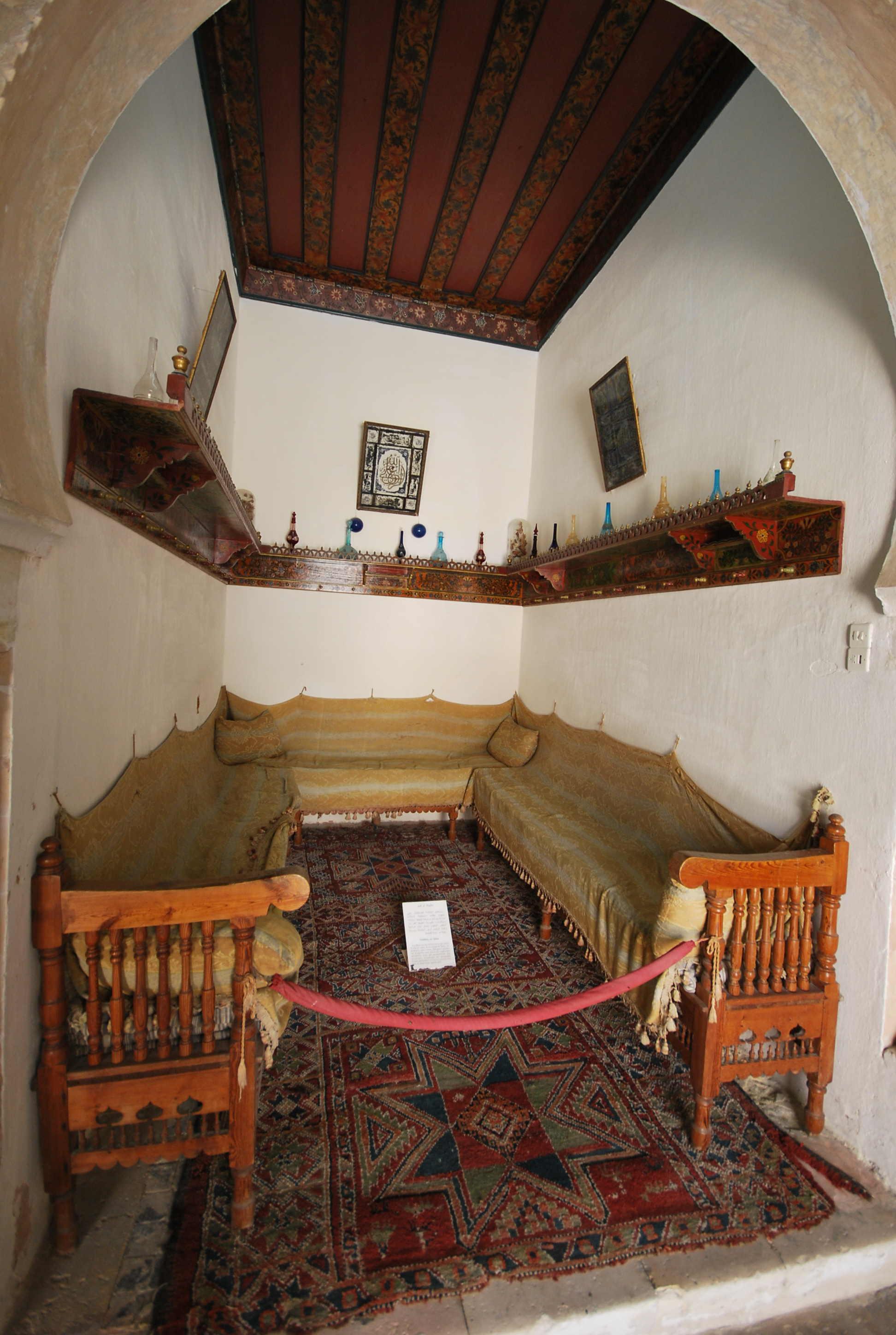
Kbou à Dar Jellouli.

Parmi ces maisons, certaines ont gardé leur fonction primaire, à l'instar du Dar Laadhar, alors que d'autres se sont converties en maisons d'hôtes, centres culturels, sièges d'associations, etc. On peut citer : 
- le Dar Affès ;
- le Dar Frikha (actuel café culturel Dar El Médina) ;
- le Dar Jellouli (actuel musée des arts traditionnels de Sfax) ;
- le Dar Kammoun (actuel palais de la photographie) ;
- le Dar Kharrat (actuelle Dar du Coran) ;
- le Dar Khemakhem (maison des associations de Sfax) ;
- le Dar Laadhar.

Homris les quelques exemples qui ont pu être sauvés, la plupart de ces bâtiments sont désormais utilisés comme ateliers ou lieux de stockage pour les artisans de la médina, ce qui les expose à un grand danger de destruction, accru par l'absence de politique ou de volonté politique pour les mettre, ainsi que les borjs (symbole de l'architecture extra-murale sfaxienne), en valeur.

### Hammams

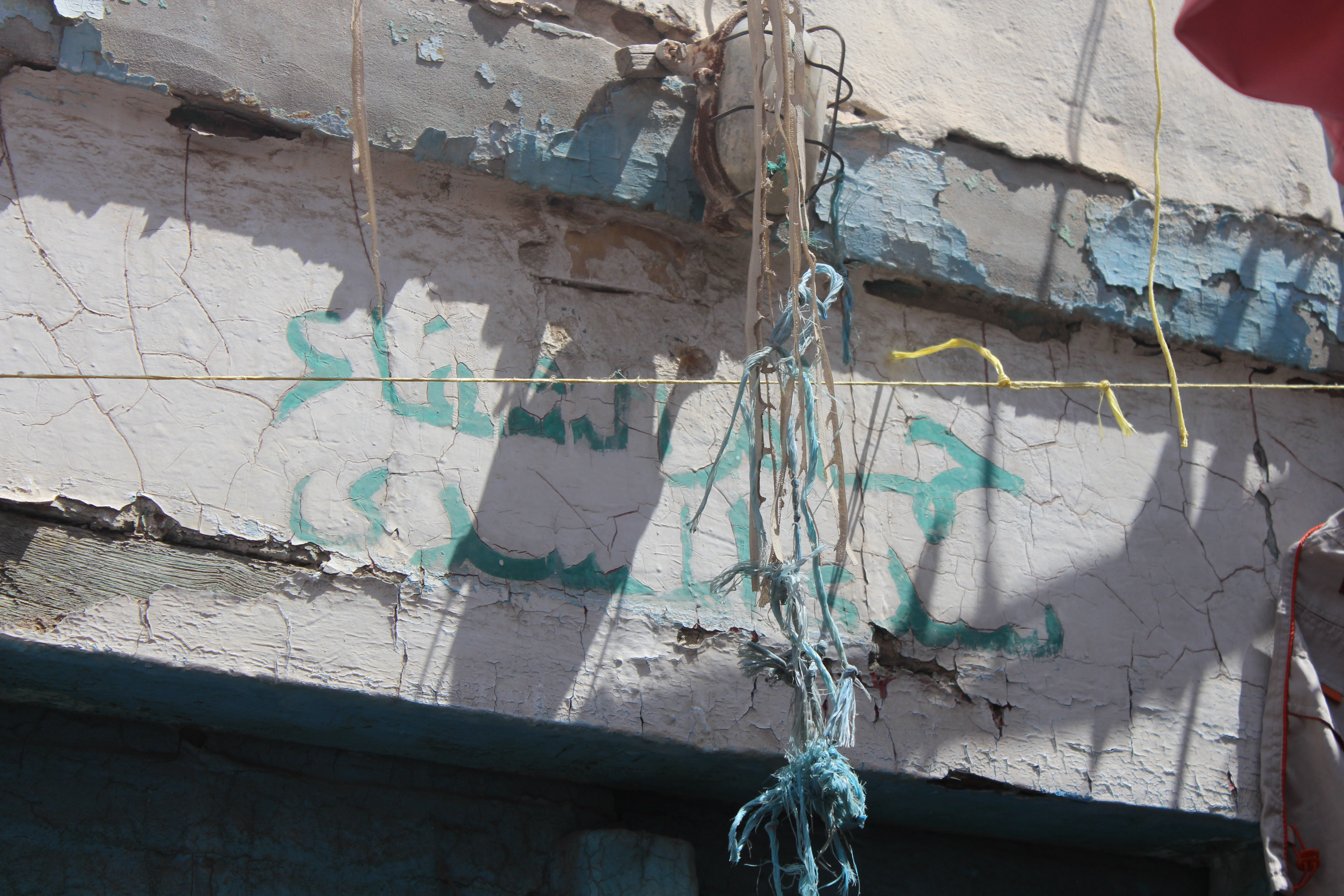
Hammam El Mseddi à Nahj El Bey.

Comme toutes les médinas, les hammams sont un élément essentiel de la structure urbaine, non seulement pour leur rôle hygiénique, mais aussi pour leur rôle social comme lieu de rencontre et lié à certaines traditions lors de plusieurs célébrations. Cependant, par rapport aux autres médina comme celles de Tunis et Kairouan, le nombre de hammams à Sfax est très réduit vu la pénurie d'eau dans la région. Selon le recensement des élèves de l'École polytechnique de Bardo, il y avait trois (hammam El Soltane, hammam El West qui se trouve sur la rue de la Driba et appartient à la famille Fourati, et hammam Ibn Neji connu aussi sous le nom de hammam Al Sabbaghin), alors que Mahmoud Meghdiche reporte l'existence d'un quatrième (hammam El Mseddi, en face de la mosquée El Mseddi), et qu'ils étaient tous situés dans la partie orientale de la médina, avec deux sur Nahj El Bey (Zuqaq El Marr ou actuelle rue Mongi-Slim).
Le hammam El Soltane, le plus ancien de ces hammams, constitue pratiquement le seul vestige restant de ce complexe architectural encore existant dans la médina et qui, à son tour, risque de disparaître vu l'absence de tentatives de restauration.

## Monuments
La médina comporte plusieurs monuments importants parmi lesquels les suivants sont classés patrimoine national :
- la grande mosquée (13 mars 1912) ;
- les remparts (13 mars 1912) ;
- le minaret de Sidi Ilyes (25 janvier 1922) ;
- le minaret de Sidi Amar Kammoun (25 janvier 1922) ;
- la façade de la maison Mezghanni (25 janvier 1922) ;
- la salle de prière Sidi Bahri (25 janvier 1922) ;
- l'ancienne Driba (16 novembre 1928).

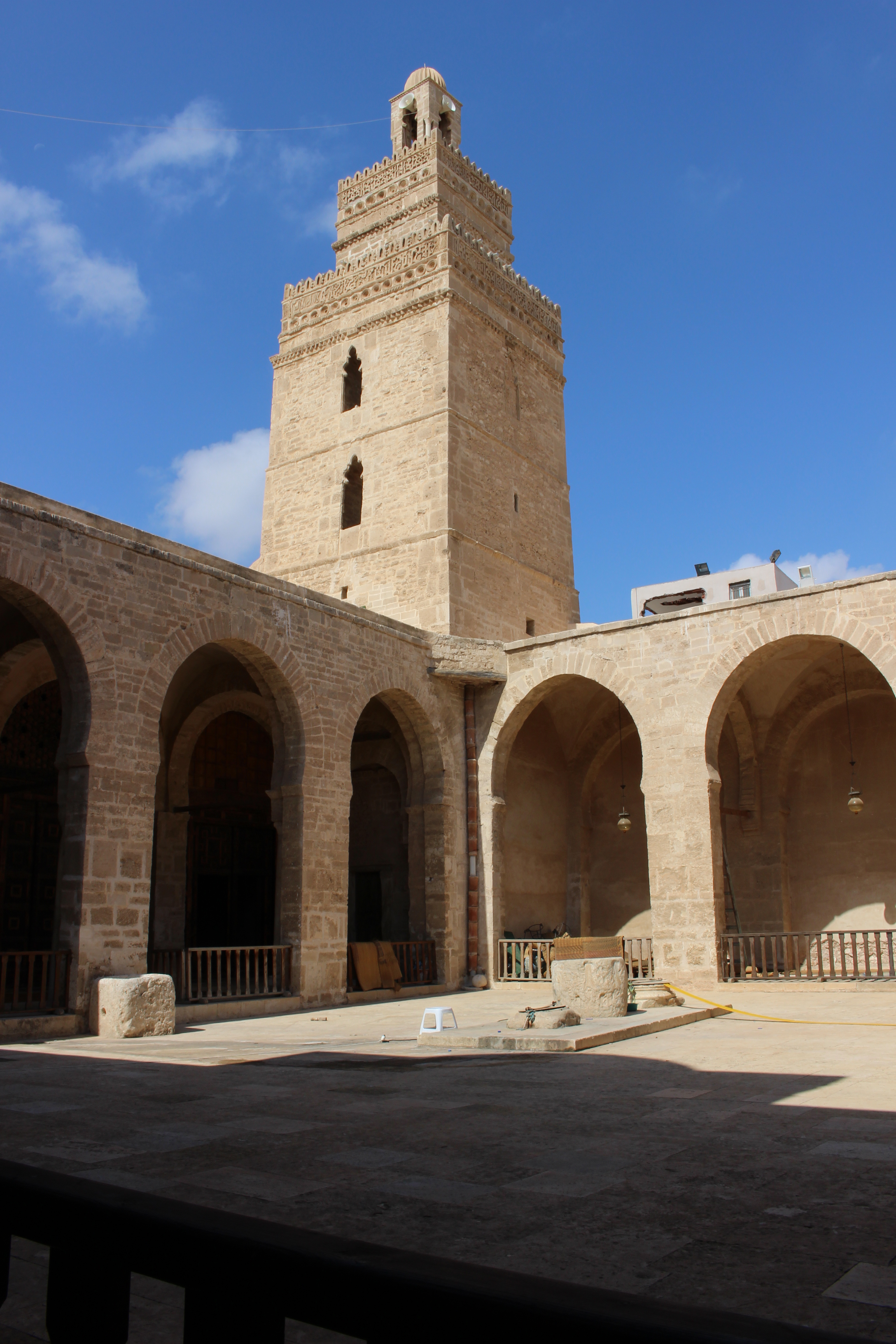
Minaret de la grande mosquée de Sfax.
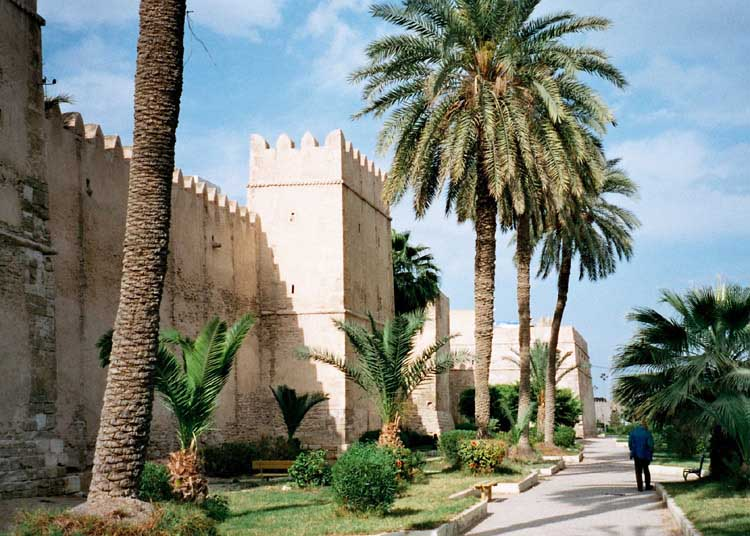
Vue des remparts.
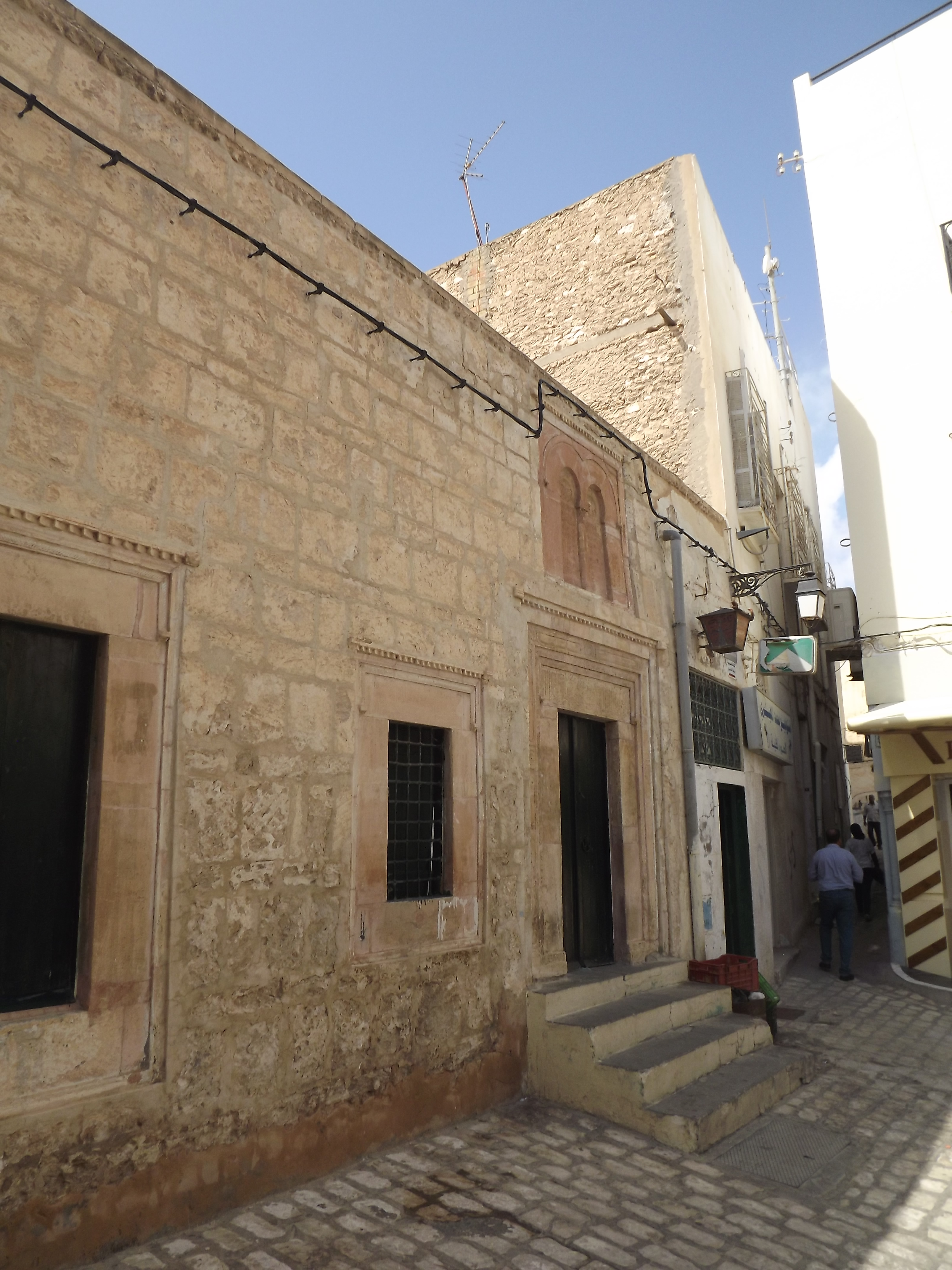
Mosquée Sidi Bahri.
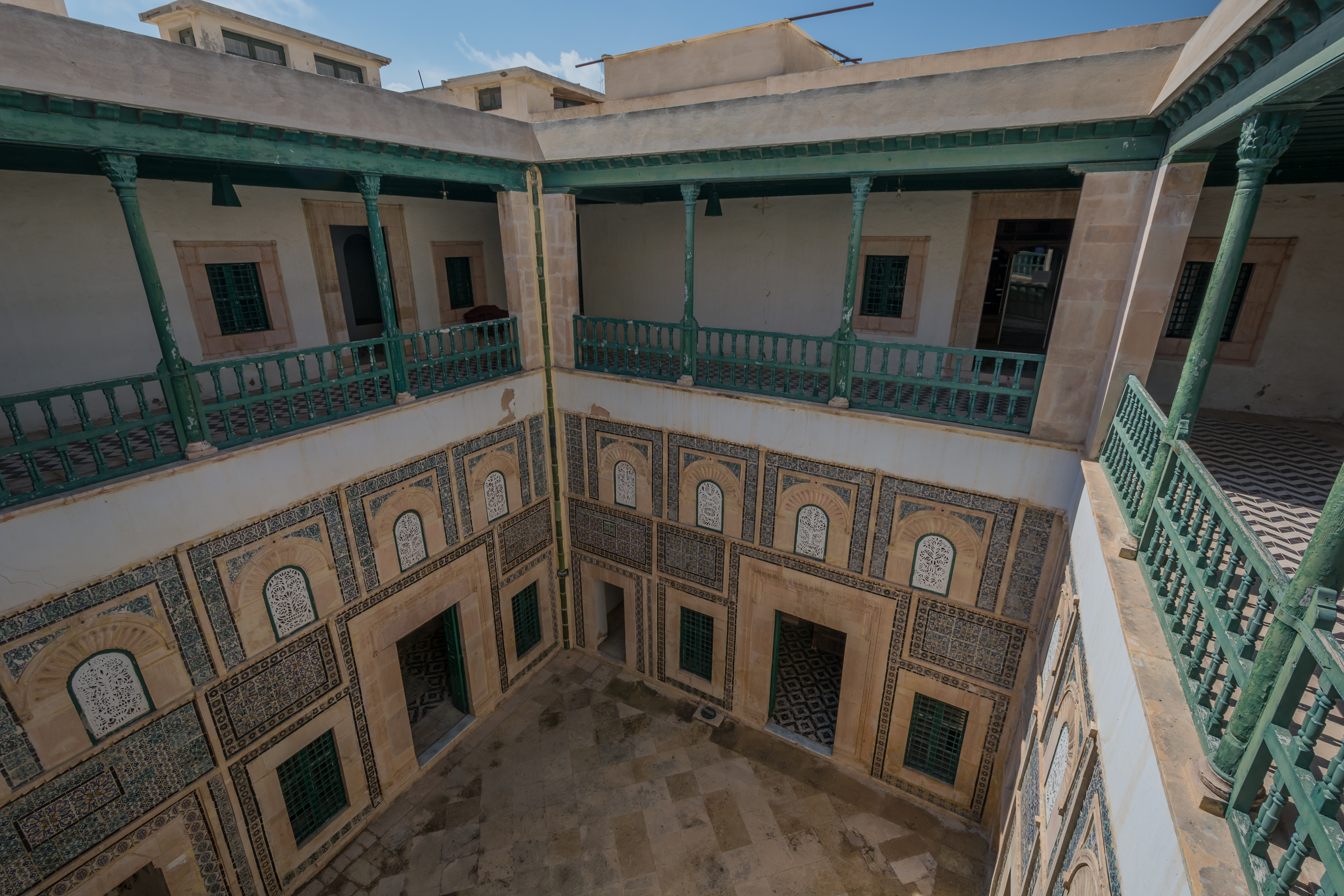
Dar Jallouli.
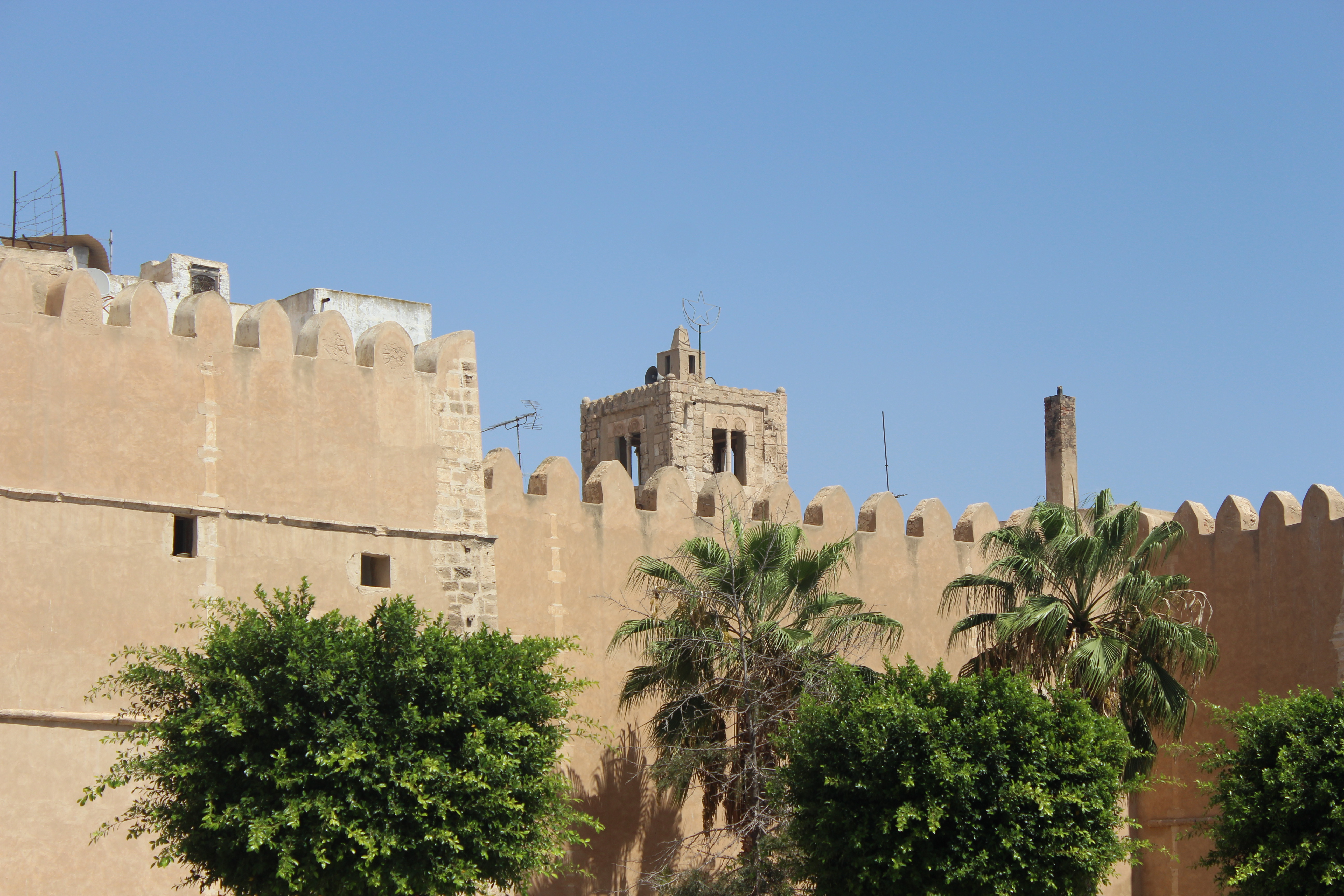
Minaret du mausolée de Sidi Amar Kammoun.

## Reconnaissance internationale
Le 17 février 2012, le gouvernement tunisien propose la médina pour un futur classement sur la liste du patrimoine mondial de l'Unesco.
Le 9 décembre 2019, la médina de Sfax est inscrite sur la liste définitive du patrimoine de l'Organisation du monde islamique pour l'éducation, les sciences et la culture.

## Activités
La médina a son propre festival, qui se tient chaque année depuis 1996. Pendant les années 1990, les activités du festival se tiennent au Dar Chaabouni. Chaque année, les organisateurs proposent une programmation variée, avec des concerts, pièces de théâtre, expositions, etc.